# Tuanku Ja'afar

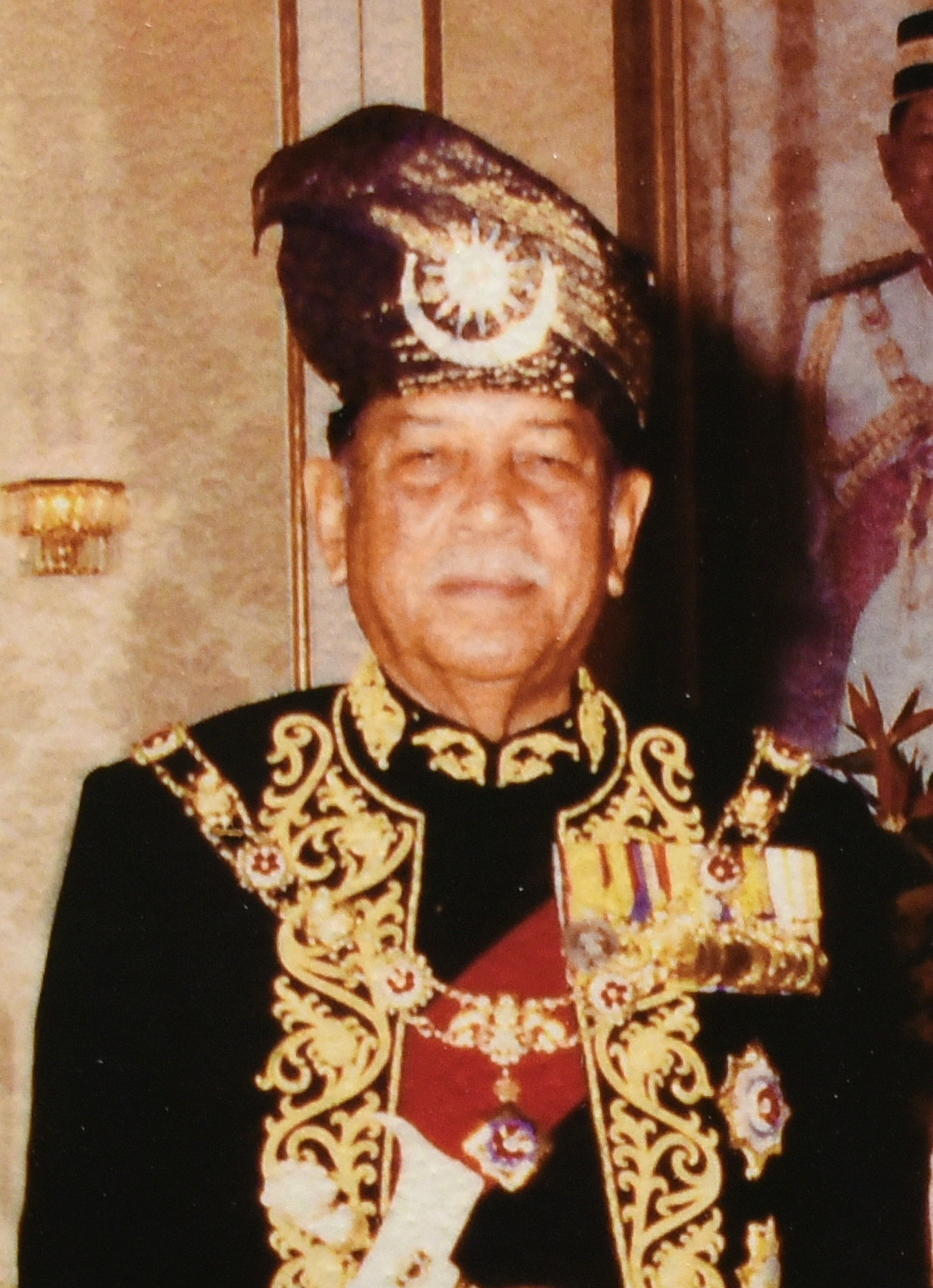
Tuanku Ja'afar

Tuanku Jaafar ibni Almarhum Tuanku Abdul Rahman (Klang, 19 juli 1922 - Seremban, 27 december 2008) was de tiende Yang di-Pertuan Agong (koning) van Maleisië en de vierde Yang di-Pertuan Besar van modern Negeri Sembilan.
Hij was de tweede zoon van de eerste gekozen Maleisische koning Tuanku Abdul Rahman ibni Almarhum Tuanku Muhammad en het eerste van de vier kinderen van zijn burgerechtgenote, de verpleegster Dulcie Campbell, bekend als Che' Engku Maimunah binti Abdullah. Het koppel scheidde later. Hij haalde een diploma aan de universiteit van Nottingham en studeerde nadien aan het Balliol College in Oxford en aan de LSE. Als tweede zoon ging Tunku Jaafar in diplomatieke dienst van het jonge Maleisië, maar werd in 1967 door de Raad van Undang verkozen om zijn halfbroer Tuanku Munawir op te volgen. De keuze was betwist omdat de troonopvolger, Tuanku Munawir's zoon Tunku Muhriz hierbij gepasseerd werd.
Tuanku Ja’afar beklom de troon als 10e heerser van Negeri Sembilan op 18 april 1967. Hij was de tiende Yang di-Pertuan Agong van Maleisië van 26 april 1994 tot 25 april 1999, in een systeem waarbij negen erfelijke staatshoofden om de beurt koning voor 5 jaar worden. De monarchie is in Maleisië vooral van ceremoniële aard. In 2008 veroordeelde een bijzonder rechtshof Tuanku Ja'afar tot de betaling van een vergoeding van 1 miljoen dollar aan een bank over een eeuwenoude betwisting. De uitspraak was een mijlpaal in een systeem waarin voordien de koning niet kon vervolgd worden. Tuanku Ja'afar had een passie voor sport, vooral cricket.
Tuanku Ja’afar was gehuwd met Tuanku Najihah binti Almarhum Tunku Besar Burhanuddin van Negeri Sembilan, die ook zijn Raja Permaisuri Agong was van 1994 tot 1999. Het koppel heeft drie zoons en drie dochters.
- zonen:
  - Tunku Naquiyuddin ibni Tuanku Ja'afar
  - Tunku Imran ibni Tuanku Ja'afar
  - Tunku Nadzaruddin ibni Tuanku Ja'afar

- dochters:
  - Tunku Naquiah binti Tuanku Ja'afar
  - Tunku Jawahir binti Tuanku Ja'afar
  - Tunku Irinah binti Tuanku Ja'afar